# Climat de Kolwezi

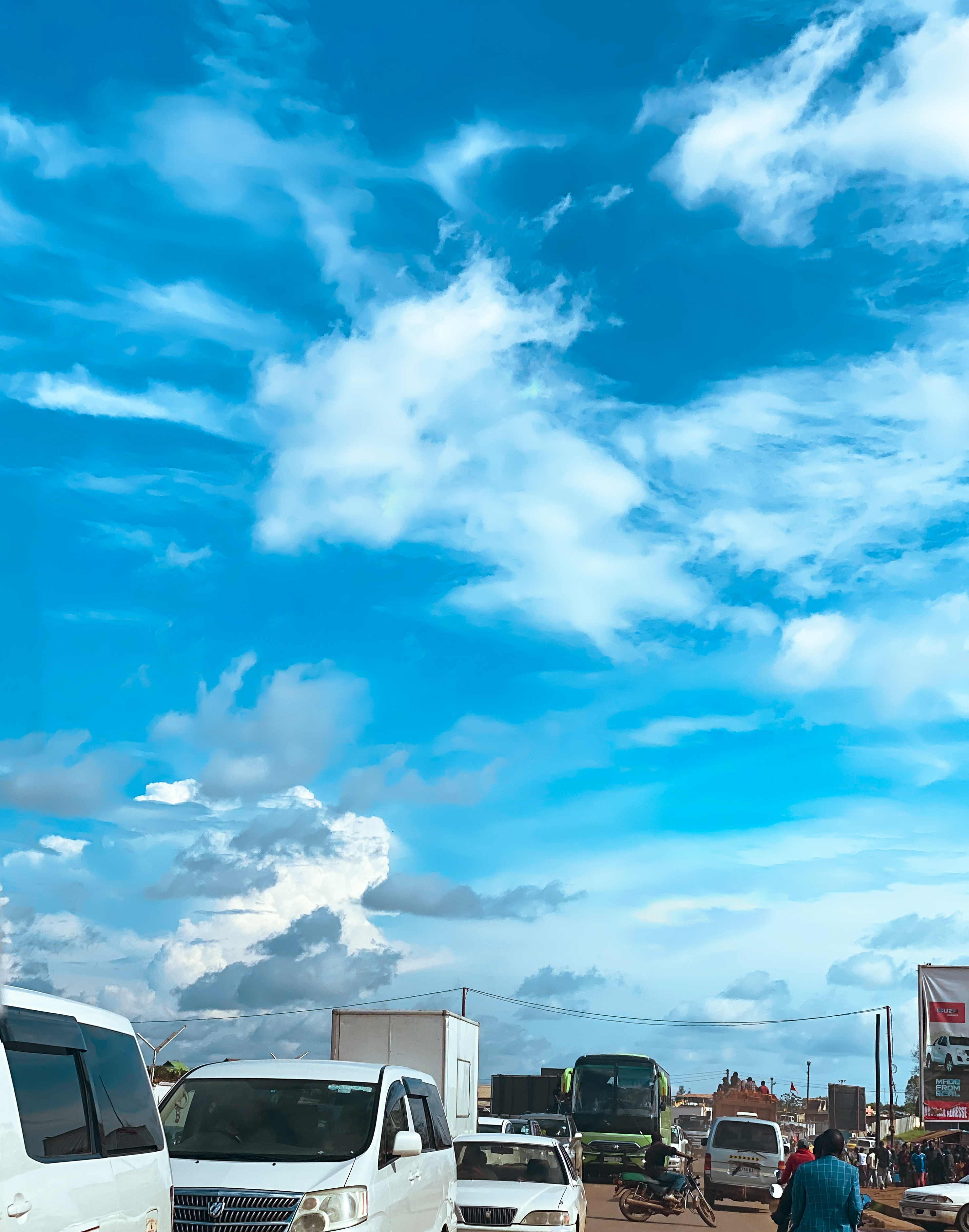
Ciel à Kolwezi en décembre 2019.

Le climat de Kolwezi est de type chaud et sec (Bwh) d'après la classification de Köppen-Geiger. Pour une année, la température moyenne est de 22,4 °C.

## Description
Dans la ville de Kolwezi, la saison de pluie est couverte, la saison sèche est dégagée et avec beaucoup de vent.
Le climat est chaud tout au long de l'année. La température varie de 9 à 32 °C.
Le meilleur moment pour faire du tourisme dans la ville de Kolwezi va du début du mois de mai jusqu'à la quinzaine[Laquelle ?] du mois de septembre.

### Précipitations
La saison à fortes précipitations dure cinq mois, souvent elle commence le 26 octobre et va jusqu'au 6 avril. Les précipitations par jour sont fréquemment supérieures à 41 %, et décembre est le mois avec le plus grand nombre de précipitations.
La saison avec de faibles précipitations (la saison sèche) commence régulièrement le 6 avril et va jusqu'au 26 octobre. Juillet est le mois qui a de faibles précipitations, avec moins d'un millimètre de précipitations par jour.